# Gereformeerde Kerk (Makkum, 1888-1964)
De Gereformeerde Kerk was een kerkgebouw van de Gereformeerde Kerken in Nederland aan de Buren 17 in Makkum.
De kerk werd in 1887-1888 gebouwd voor de in 1878 gestichte Christelijke Gereformeerde Gemeente te Makkum. De kerk werd gebouwd als vervanging voor het kleine schoollokaal waar tot dan toe de diensten gehouden werden.
Architect Tjeerd Kuipers ontwierp een kerk in neorenaissancistische stijl met een circa 40 meter hoge klokkentoren, die echter om financiële redenen niet kon worden gebouwd. Het was het eerste ontwerp van Tjeerd Kuipers, die in de decennia daarna zou uitgroeien tot een van de belangrijkste gereformeerde architecten. In de kerk waren galerijen aangebracht, zodat de gelovigen op de begane grond en vanaf de galerij de diensten konden volgen.
In 1890 kreeg de Gereformeerde kerk een tweedehands kerkorgel. Dit orgel werd in 1946 door de firma Pels & Zn. gerestaureerd en vergroot. Het orgel stond op de koorzolder direct boven de houten kansel.
In 1892 fuseerden de dolerende Nederduitse Gereformeerde Kerk en de Christelijke Gereformeerde Gemeente en maakten zo gezamenlijk gebruik van het kerkgebouw.
Het gebouw bleek in de praktijk niet handig ingericht. De gelovigen op de galerijen hadden van boven slecht zicht op de kansel, waar de predikant de diensten leidde. Om dit probleem te verminderen werd de kansel 2,5 meter verhoogd, maar dat zorgde er weer voor dat mensen op de banken beneden de predikant niet goed konden zien. Om deze reden besloot men in 1964 een nieuw kerkgebouw te bouwen. De oude kerk werd gesloten en in 1965 afgebroken. Voor de sloop van de kerk werd het orgel gedemonteerd. Dit verliep echter niet goed en het orgel stortte naar beneden, zodat het niet hergebruikt kon worden. De nieuwe Gereformeerde Kerk werd op dezelfde plaats gebouwd en opende op 4 november 1965.